# جاستین ایلرز (بازیکن فوتبال)
جاستین ایلرز (انگلیسی: Justin Eilers؛ زادهٔ ۱۳ ژوئن ۱۹۸۸) بازیکن فوتبال اهل آلمان است.
از باشگاه‌هایی که در آن بازی کرده‌است می‌توان به باشگاه فوتبال دینامو درسدن، باشگاه فوتبال آینتراخت برانشوایگ، و باشگاه فوتبال وولفسبورگ اشاره کرد.